# Camille Lellouche
Pour les articles homonymes, voir Lellouche.
Camille Lellouche, née le 10 juin 1986 à Paris 4e, est une actrice, humoriste et chanteuse française.
Elle a notamment acquis une notoriété auprès du grand public avec ses performances humoristiques et musicales sur YouTube en 2014 et avec sa participation à l'émission The Voice : La Plus Belle Voix en 2015. En 2017, elle est chroniqueuse dans l’émission TPMP. En 2021, elle reçoit avec Grand Corps Malade une Victoire de la chanson originale pour le titre Mais je t'aime.

## Biographie

### Famille, jeunesse, formation
Née le 10 juin 1986 dans le 4e arrondissement de Paris, Camille Lellouche grandit en banlieue parisienne, à Vitry-sur-Seine. Elle est la petite-fille d'un ancien déporté, auteur du livre Les Coquelicots de la liberté.
Elle commence l'apprentissage du piano à l'âge de quatre ans. Elle apprend ensuite l'alto. En 1997, alors qu'elle a dix ans, elle dit vouloir devenir chanteuse. Plus tard, elle se produit dans des piano-bars. En 2000, elle commence à suivre des cours de théâtre. Elle se forme à la comédie chez Acting International. Elle tente des castings à partir de 2005 et obtient quelques rôles mineurs. En parallèle, elle travaille durant dix ans dans la restauration.

### Carrière

#### Débuts
En 2012, Camille Lellouche est repérée par la réalisatrice Rebecca Zlotowski dans une brasserie parisienne, où elle est employée comme cheffe de rang. Elle obtient alors un rôle important dans le long métrage Grand Central, aux côtés de Léa Seydoux, Tahar Rahim et Olivier Gourmet. Le film est sélectionné au festival de Cannes 2013, ce qui permet à Camille Lellouche de monter les célèbres marches du Palais des festivals.
En parallèle, elle utilise Internet et les réseaux sociaux pour se faire connaître, postant notamment des vidéos humoristiques ou musicales sur YouTube, mais aussi sur Facebook et Instagram. Cette expérience lui permet de développer divers personnages et de se constituer une base de fans. Sur un tournage, elle rencontre Laurent Junca et Dominique Perrin[Qui ?], qui décèlent son sens du show et lui conseillent de faire de la scène. Sa première apparition sur scène en tant qu'humoriste aura ensuite lieu au Casino de Paris en première partie de Virginie Hocq.

#### The Voice
En 2015, elle participe à la quatrième saison de l'émission The Voice sur TF1, où elle va jusqu'en demi-finale. Elle intègre la troupe de The Voice pour la tournée des Zénith. 
C'est durant l'enregistrement de l'émission qu'elle commence à écrire son futur spectacle.
Elle participe en tant que coach à The Voice pour la saison 2024 en tant que sauveuse de talent lorsque les candidats ne sont pas retenus par les autres coaches (Zazie, BigFlo et Oli, Vianney et Mika).

#### Télévision et cinéma
Camille Lellouche est engagée dans l'émission Touche pas à mon poste ! sur C8 en 2016 mais elle quitte rapidement l'émission de Cyril Hanouna, officiellement pour se concentrer sur sa carrière de comédienne,. Elle monte en effet un seule en scène, intitulé Camille en vrai (d'abord simplement appelé Camille Lellouche,), avec lequel elle part en tournée dans toute la France en 2016. Elle écrit et met en scène ce spectacle avec Laurent Junca. Elle y incarne une grande variété de personnages féminins, avec la solitude comme fil conducteur, s'inspirant notamment des nombreux clients de restaurants qu'elle a croisés. Entre les sketchs, Camille Lellouche chante et joue de la guitare.
Elle continue aussi sa carrière d'actrice au cinéma en tournant à nouveau avec Rebecca Zlotowski dans Planetarium (2016), aux côtés de Natalie Portman et Lily-Rose Depp, puis dans Le Prix du succès (2017) de Teddy Lussi-Modeste.
En juin 2017, elle est la marraine de la deuxième édition du Festigital à Hyères. À partir de septembre 2017, elle se produit au théâtre de la Gaîté-Montparnasse. Elle intègre l'équipe de l'émission Quotidien sur TMC, où elle incarne différents personnages dans une capsule humoristique intitulée Face Cam.

#### Succès de la chansonMais je t'aime
En 2020, elle interprète, en duo avec Grand Corps Malade, le titre Mais je t'aime, qu'elle avait commencé à écrire et composer trois ans auparavant . L'année suivante, cette chanson reçoit le prix de la chanson originale de l'année lors des Victoires de la musique.

### Vie privée
En novembre 2021, Camille Lellouche témoigne dans l'émission de télévision Sept à huit sur une période de sa vie où elle a été victime de violences conjugales pendant deux ans, et en profite pour encourager les femmes à porter plainte et à dénoncer les actes de brutalité.
Le 17 mai 2022, elle annonce via Instagram qu'elle est enceinte de son premier enfant, une fille. Le 9 octobre 2022, elle donne naissance à Alma.

## Filmographie

### Cinéma

#### Longs métrages
- 2013 : Grand Central de Rebecca Zlotowski : Géraldine
- 2016 : Planetarium de Rebecca Zlotowski : la mariée
- 2017 : Le Prix du succès de Teddy Lussi-Modeste : Camille
- 2018 : L'école est finie d'Anne Depétrini : Noémie
- 2019 : Damien veut changer le monde de Xavier de Choudens : Mélanie
- 2019 : Mon inconnue de Hugo Gélin : Mélanie
- 2019 : Le Dindon de Jalil Lespert : Jacqueline
- 2022 : Les SEGPA d'Ali et Hakim Bougheraba[20]
- 2022 : Happy Nous Year de Frank Bellocq : Hannah
- 2023 : Brillantes de Sylvie Gautier : Adèle
- 2023 : Ma langue au chat de Cécile Telerman : Pauline
- 2024 : L'Heureuse Élue de Frank Bellocq : Fiona
- 2024 : Les Cadeaux de Raphaële Moussafir et Christophe Offenstein

#### Courts métrages
- 2015 : Quelques secondes de Nora El Hourch (d) : Jessica
- 2017 : L'Appel d'Akim Omiri et Kaza

### Télévision
- 2018 : Scènes de ménages : Ça s'enguirlande pour Noël ! (soirée spéciale de la série télévisée de M6) : Sonia, la « meilleure amie » de Leslie
- 2020 : Au secours, bonjour ! (sketchs quotidiens sur France 2 sur le confinement du printemps 2020)
- 2020 : Validé (série télévisée) de Franck Gastambide : elle-même (1 épisode)
- 2021 : One Night in Paris (émission spéciale sur Netflix) de Mehdi Idir : elle-même
- 2024 : Père Noël à domicile de Manu Joucla : Belle-soeur de Shirley
- 2026 : Le Diplôme de Philippe Lefebvre et Vianney Lebasque : Leila

### Clips
- 2020 : Mais je t'aime (duo avec Grand Corps Malade) - également co-interprète
- 2020 : Jolie Nana d'Aya Nakamura[21]

## Émissions de télévision

### Candidate ou participante
- 2010 : Saison 8 de Nouvelle Star sur M6
- 2015 : The Voice : La Plus Belle Voix - saison 4 sur TF1
- 2020 : Les Touristes[22]
- 2022-2023 : LOL : qui rit, sort ! sur Prime Vidéo (saison 2 et saison spéciale Halloween)
- 2024 : Dream Team : la relève des stars sur TF1
- 2024 : The Voice : La Plus Belle Voix sur TF1

### Chroniqueuse
- 2016 : Touche pas à mon poste ! sur C8 : personnages
- 2017 : Quotidien sur TMC : divers personnages (capsules humoristiques Face Cam)
- 2021 : Profession Comédien sur TMC : elle-même

## Théâtre
- 2016 : Camille en vrai (one-woman-show), initialement intitulé Camille Lellouche, en tournée puis au Théâtre de la Gaîté-Montparnasse
- 2018 : participation à la soirée Jamel et ses amis au Marrakech du rire (diffusée à la télévision sur M6)[23],[24]
- 2022 : participation au Marrakech du rire (diffusée à la télévision sur M6)

## Discographie

### Singles et EP
- 2014 : Ne me jugez pas[25]
- 2017 : Mais je t'aime[26]
- 2018 : Si on est deux (duo avec Slimane)
- 2020 : Coco Corona[27]
- 2020 : Mais je t'aime (duo avec Grand Corps Malade)[28]
- 2020 : Je remercie mon ex[27]
- 2021 : Facile (Imen Es feat. Camille Lellouche)
- 2021 : N'insiste pas[29],[27]
- 2021 : Fumette[30],[31]
- 2021 : T'es où[32]
- 2022 : O H N A (feat. Tayc)[33]
- 2024 : Ma lumière[34]
- 2024 : Va-t'en ou reste[35]

## Distinction
- Victoires de la musique 2021 : Victoire de la chanson originale pour Mais je t'aime en duo avec Grand Corps Malade[16]

## Publications
- Tout te dire, Stock, 2024.